# Flextronics
Flextronics är en Singaporebaserad elektroniktillverkare med huvudkontor och företagsledning i USA. Företaget grundades i Silicon Valley 1969 och har sedan dess vuxit till att finnas i närmare 30 länder (2001), ha en omsättning på 120 miljarder dollar (2001) och cirka 162 000 anställda (2008). Flextronics International Sweden AB etablerades i Karlskrona 1997 då man tog över en fabrik som tidigare tillhört Ericsson.
Tillverkning består främst av kretskort och mobiltelefonikomponenter. Flextronics har vid flera tillfällen tagit över hela produktions- och installatörsorganisationer från större företag som till exempel Ericsson och Telia.
Flextronics Network Services separerades från moderkoncernen 2005 och ombildades till Relacom.
Flextronics International Sweden AB köpte i maj 2005 utvecklingsföretaget Wavebreaker AB i Norrköping för att stärka sin kompetens inom radiokonstruktion (Elektroniktidning 2005-05-18).
I juni 2007 köper Flextronics konkurrenten Solectron. "Det sammanslagna företaget kommer att ha verksamhet i 35 länder och få en omsättning på över 30 miljarder dollar. Personalen uppgår till ungefär 200 000 varav cirka 4 000 är konstruktörer." (Elektroniktidningen 2007-06-04)
Flextronics sålde under 2007 av sin konsultverksamhet till Prevas, i mars Kista-kontoret och i oktober konsultverksamheten i Göteborg.(Elektroniktidningen 2007-03-22 och 2007-10-30). Kvar på dessa orter finns idag endast försäljning och en mindre teknikgrupp.

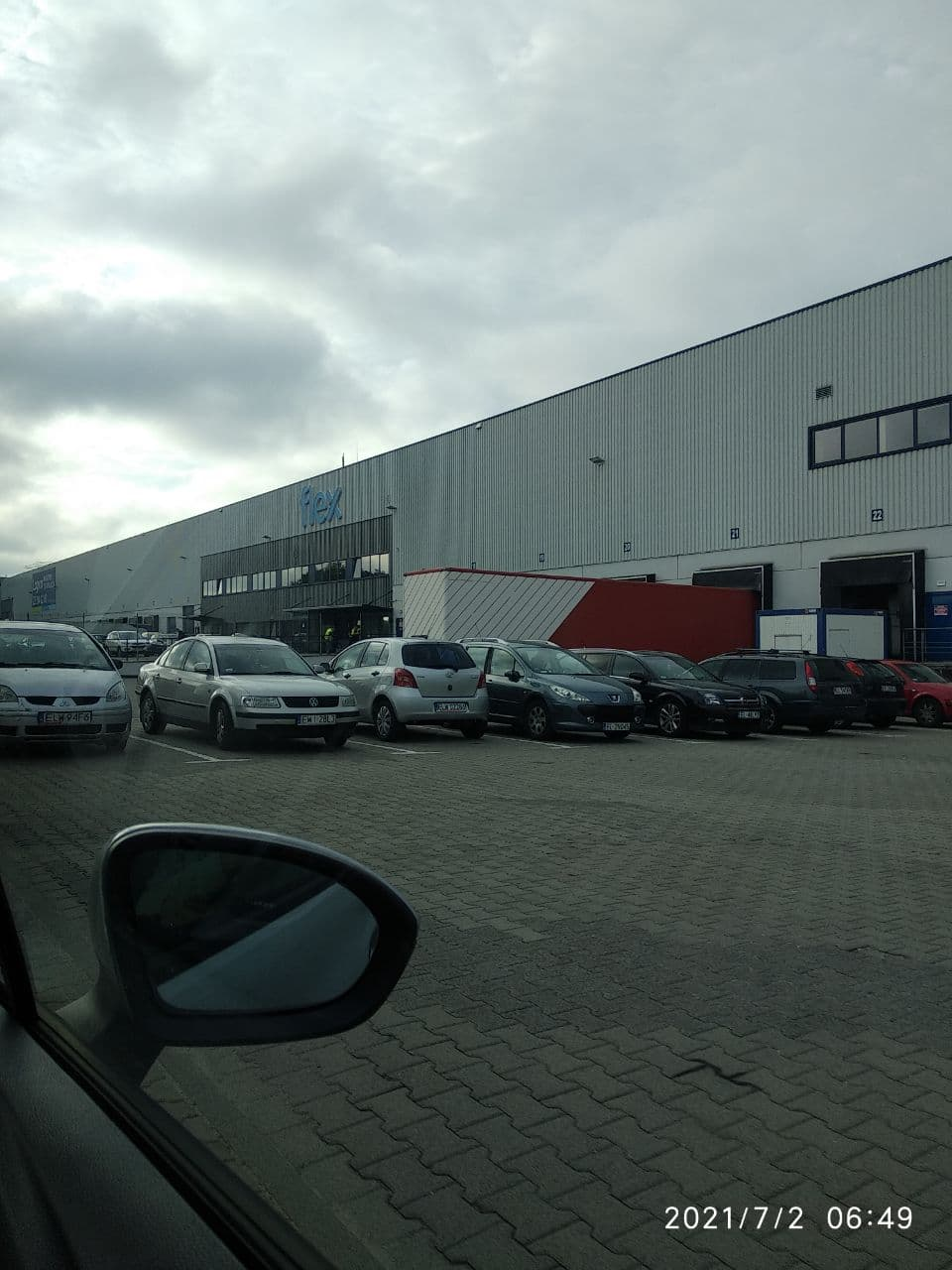
Flex (автор Стоялов Максим)

Flextronics stänger fabriken i Östersund 2009.

## Anläggningar

### Anläggningar i Sverige
- Ronneby
- Kista
- Linköping i  Mjärdevi Science Park